# Mánóah
Mánóah (héberül מָנֹחַ Mánóach, jelentése: nyugalom, békés, nyugodt) a Héber Biblia leírása szerint Sámson apja volt. Történetét az Ószövetségben a Bírák könyve írja le. Manoah és felesége az izraelita Dán törzsének tagja volt, és a történet szerint egy Czóra nevű faluban éltek. Manoah bibliai szerepe mindössze Sámson születésének csodás körülményeire korlátozódik. Ezt az is alátámasztja, hogy Manoah feleségét név szerint a Biblia meg sem említi, mindössze a zsidó midrások leírásából illetve Philón művéből ismerjük őt.

## Manoah és felesége története a Bibliában
A Bírák könyvének elbeszélése szerint Manoah felesége meddő volt, éppúgy, mint Sára vagy Ráhel. Egyszer az Úr angyala jelent meg Manoah felesége előtt, és azt mondta neki, hogy méhe hamarosan foganni fog, és fiú gyermeket fog szülni. Az angyal elmondta az asszonynak, hogy a gyermek születésétől fogva halála napjáig az Úr oltalmában fog állni, nazarénus és az izraelita nép bírája lesz. A jóslat szerint a gyermek fogja elindítani Izrael felszabadulását a filiszteusok igájából. Éppen ezért az égi látogató arra figyelmeztette Manoah feleségét, hogy ne igyon semmilyen alkoholos italt, és ne egyen tisztátalan ételt.

Az asszony azonnal férjéhez rohant, és elmesélte neki, hogy Istennek egy embere látogatta meg, és gyermeket jósolt neki. A jó hírek hallatán Manoah imáiban arra kérlelte az Urat, hogy küldje el hozzájuk angyalát még egyszer, hogy utasításait pontosan megjegyezhessék. Az Úr valóban meghallgatta Manoah kérését, és az angyal ismét meglátogatta feleségét, amikor az egyedül volt. Az asszony kirohant a földekre a férjéért, hogy Manoah is találkozhasson az isteni lénnyel. Amikor hazaértek a vándor még mindig ott várakozott, és újra elmondta jóslatát és utasításait a házaspárnak. Manoah nagyon örült a szerencsés jóslatnak, de nem vette észre, hogy valójában egy angyalhoz beszél, ezért vacsorára hívta a vándort. Az angyal megköszönte a felajánlott fiatal kecske húsát, de azt mondta, hogy a húst inkább Jahvénak mutassák be áldozatul. A házaspár egy kőoltáron feláldozta a gödölyét, és amikor annak lángjai teljesen bebprították az állatot, az angyal a lángok között felszállt a mennyekbe Manoah és felesége szeme láttára. A csodás esemény láttán Manoah megrémült, és a következőt mondta feleségének: "Meghalván meghalunk, mert az Istent láttuk." Az asszony azzal nyugtatta meg férjét, hogy ha az Úr valóban haragudna rájuk, akkor nem jövendölne nekik szent utódot, és nem fogadná el áldozatukat sem. A jóslat hamarosan valóra vált, és a párnak fiú gyermeke született, akit Sámsonnak neveztek el.
Manoah és felesége az Úr angyalának utasításai szerint nevelték fel Sánsont. Az angyal meghagyta az asszonynak, hogy szent gyermekének haját olló vagy borotva sose érje. Amikor a rendkívüli erejű Sámson felnőtt, egy filiszteus lányt választott feleségül. Manoah minden erejével megpróbálta lebeszélni fiát a házasságról, hiszen a filiszteusok az izraeliták ellenségei voltak, de Sámson hajthatatlan volt. Manoah és felesége nem tudták, hogy mindez az Úr akaratából történik. Mindennek ellenére végül Manoah is kénytelen volt áldását adni a házasságra, és elkísérte fiát Timnátba az esküvőre.

Ezt követően Manoah életéről a Biblia mindössze egyetlen megjegyzést tesz. A Bírák könyve leírja Sámson halálát és temetését. Eszerint Sámson atyjának háza elment a hős holttestéért Gázába, és Manoah mellett a családi kriptában helyezték örök nyugalomra valahol Czóra és Estháol városai között.

## Manoah a Midrásban

### Manoah felesége

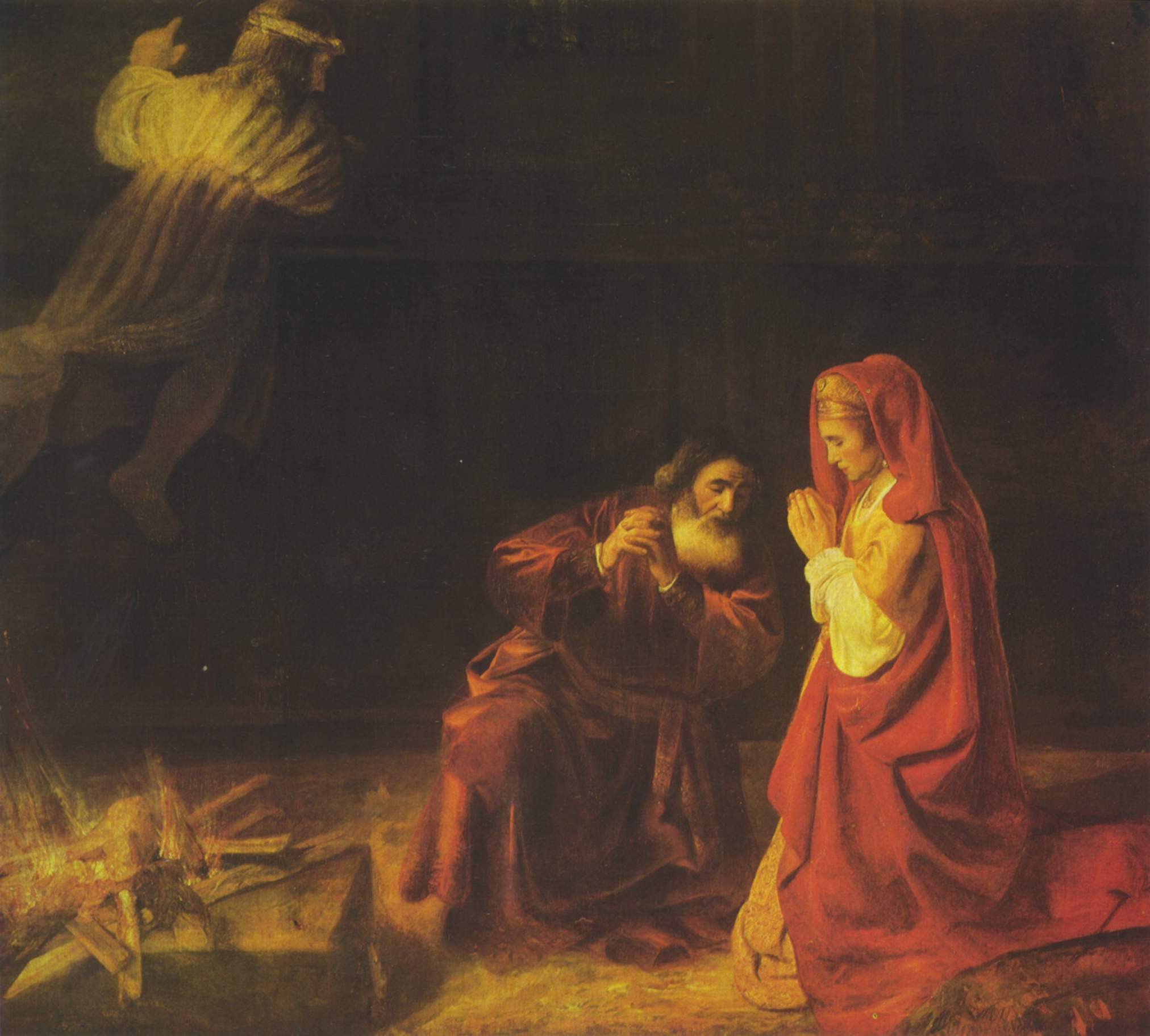
Manoah áldozata; Rembrandt festménye, 1641

A Szentírás magyarázataként is értelmezhető midrások valamint az Ószövetség szövegének megfejtésével foglalkozó ókori művek Manoah és felesége történetét bővebben tárgyalják. Az egyik legfontosabb különbség Manoah feleségének a megjelenése és szabatos leírása. A midrás szerint Sámson anyja Izrael huszonhárom becsületes és igazságos nőinek egyike volt, és a világ huszonkét legértékesebb női között is szerepelt. Mindezek ellenére Manoah feleségének neve nem teljesen bizonyos. A midrásban, a zsidó hagyományokban a legelterjedtebb a Zlelponi avagy Zlelponith név, amelyet a babiloni rabbik feljegyzései örökítettek meg. A rabbinikus magyarázatok erre alapozva úgy vélik, hogy Manoah felesége Júda törzséből származik, ugyanis az Ótestamentumban hasonló női név merül fel a Júda törzs tagjainak leírásakor. Ezt az információt kihasználva a rabbik úgy vélik, hogy Izrael ókori történetének kiemelkedő alakja, Sámson valójában az izraeli királyi törzzsel állt rokonságban. A Bírák könyve leírja, hogy Manoah Dán törzséből származott, ugyanakkor a Szentírásból az is kiderül, hogy Czóra egyik része Júda, másik része Dán törzsének birtokában volt. Éppen ezért lehetővé válik Sámson származását úgy magyarázni, hogy apja Dán törzséből, míg anyja Júda királyi törzséből származik. A Zlelponi nevet egyesek a héber zel szóból származtatják, amely angyalt jelent. Miután Manoah felesége előtt két ízben is megjelent az angyal, ezért érthető, hogy a szó többesszámát, a zll-t használták fel az asszony nevéhez. Mások a héber hizlilah szót tartják a név gyökének, amely arra utal, hogy az asszony addig kereste a Tóra magyarázatát, amíg meg nem világosodott előtte a szent könyv üzenete.

Philón a Liber Antiquitarum Biblicarum című művében azonban úgy tudja, hogy Manoah feleségét Elumának nevezték, és Remakh leánya volt. A zsidó hagyományok szerint Sámson anyját idézi a Példabeszédek könyvének egy éneke. Ebben arra derül fény, hogy Manoah felesége szőnyegeket készített, gyolcsot és övet szőtt, majd eladta azokat.

### Manoah ószövetségi történetének magyarázata

#### A meddőség átka
Az Ószövetséget magyarázó midrások mindegyikében felmerül, hogy Manoah és felesége között feszültséget okozott a gyermektelenség. Ezt a zsidó vallástudósok arra vezették vissza, hogy az angyal megjelenése előtt a házaspár túlságosan is a fizikai valóságra koncentrált, ezért a meddőség vitaponttá vált. Mindketten házasságuk mély sebeként értelmezték a gyermekáldás elmaradását, és ezért a másikat okolták. Manoah többször hangoztatta, hogy asszonya meddő, ezért nem lehet gyermekük, felesége viszont úgy vélte, hogy párja nemzésképtelensége az ok. Az angyal megjelenése és jóslata állítja helyre a családi békét. Ezt a különböző midrások másképpen írják le. A legelterjedtebb verzió szerint az angyal elmondta Manoah feleségének, amikor az egyedül volt, hogy az ő méhe meddő, ezért nem volt eddig gyermekük. Az asszony ezt követően a gyermekáldás jó hírei mögé bújt, és a meddőség kérdését elhallgatta férje elől. Más meglátások szerint az angyal inkább Manoahra hatott: elérte, hogy jobban értékelje feleségét, és ezért cserébe az Úr hírnöke elhallgatta felesége elől, hogy valójában Manoah volt a nemzésképtelen. Minden esetben a családi béke helyreállítása volt az igazi cél.

A midrás Manoah és felesége példáján keresztül igyekszik megerősíteni a gyermekáldás fontosságát a zsidó vallásban. Az egyik történet megemlíti, hogy Ibsán bírának hatvan gyermeke született, és százhúsz ünnepséget tartott, amikor azok megházasodtak. Manoah és felesége egyikre sem volt hivatalos, mert Ibsán azt mondta, hogy a meddő házaspár sohasem fogja őt visszahívni egyetlen lakodalomra sem, hiszen nincs gyermekük, ezért nem kapja majd vissza azt a vendégszeretet, amit ő ad a vendégeinek. Az Úr akaratából Manoahnak végül gyermeke született, míg Ibsán gyermekei még apjuk életében meghaltak. Innen ered a régi zsidó mondás, miszerint egy néha többet ér, mint hatvan.

A Zsoltárok könyve is megemlékezik a bibliai történetek meddő nőiről, és a következőt írja: „A ki beülteti a meddőt a házba, mint magzatoknak anyját, nagy örömre.” Manoah feleségét a hét legismertebb meddő asszony között emlegetik Sára, Ráhel, Rebeka, Lea, Anna és Sion mellett. A zsidó tanítások kiemelik, hogy mindannyiuk a meddőség terhe alatt szenvedtek, amíg meg nem találták a tiszta hitben az Urat. A nem várt gyermekáldás sokszor nagyobb örömöt és odaadóbb anyai szeretetet váltott ki, mint másoknál. A midrás szerint Manoahnak Sámsont követően született egy lánya is, akit Nashjánnak neveztek el.

#### Manoah és az angyal

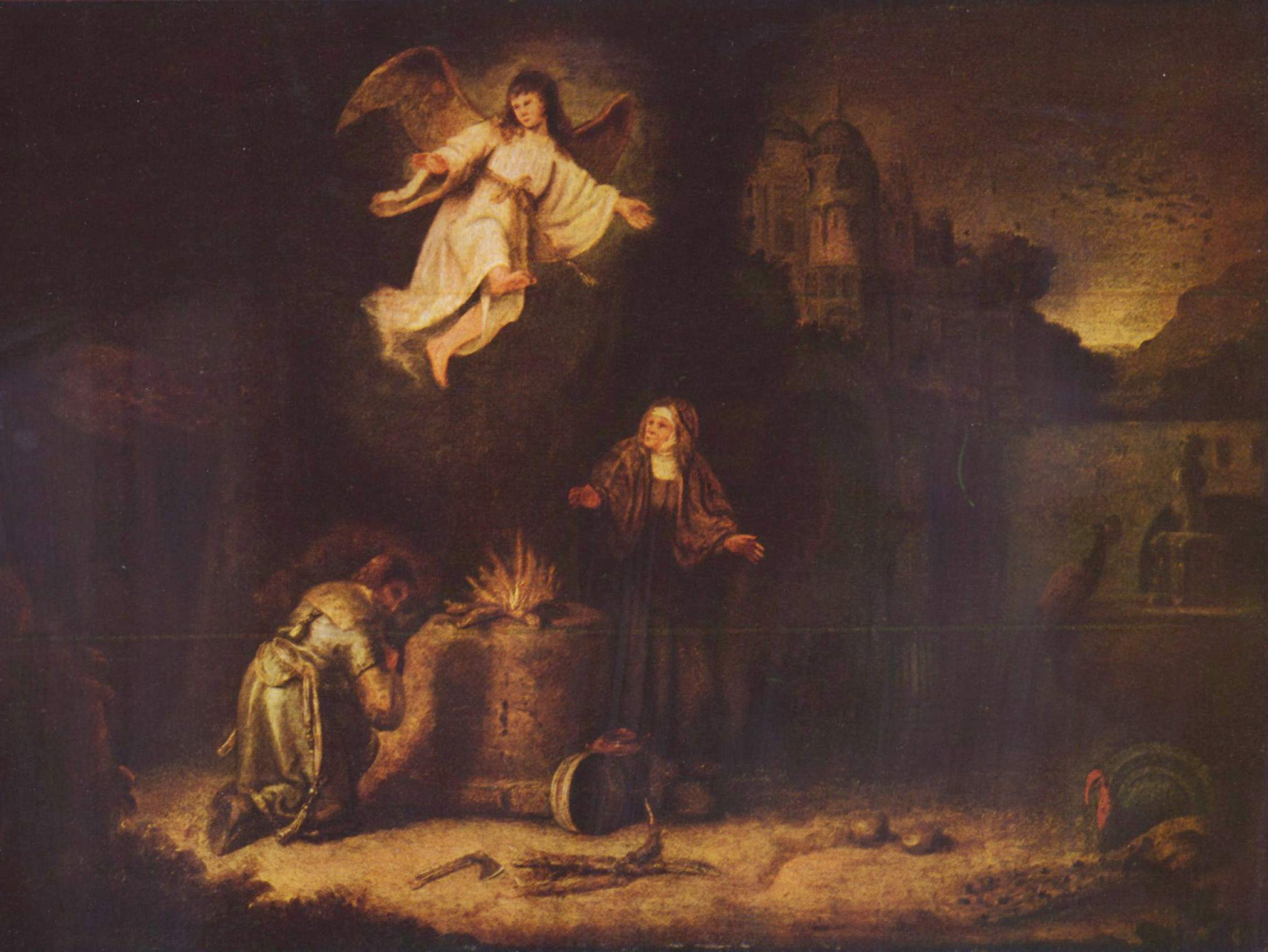
Manoah áldozata; Govert Flinck festménye

A bibliai történet szerint Manoah egyszer találkozott az angyallal, míg felesége kétszer, vagy más nézőpont szerint háromszor. Egyes midrások ugyanis úgy vélik, hogy az angyal második látogatása, amikor Manoah a földeken dolgozott, és amikor az asszony elrohant a férjéért, majd visszatért, két különböző alkalomnak számít. Manoah felesége a Bírák könyve szerint először nem döbbent rá, hogy egy angyallal beszél: „Istennek egy embere jöve hozzám, kinek tekintete olyan volt, mint az Isten angyalának tekintete.” A midrás sokat foglalkozik a házaspár reakcióival. Az asszony félelemmel átitatott csodálata, amikor az angyal hozzászólt természetes megilletődöttséget tükröz, de Manoah halálosan megijedt, amikor rádöbbent, hogy az Úr angyala szólt hozzájuk. Egyes értelmezések szerint ez arra vezethető vissza, hogy a korabeli hiedelem az angyalokat az Úr seregének vezetőiként írta le. Manoah ezért rettent meg a csodás lénytől. A zsidó hagyományok szerint viszont mindez a bibliai nemzedékek hitének lealacsonyodását jelzi. A midrás leggyakrabban Ábrahám második feleségével, Hágárral hasonlítja össze Manoah reakcióját. Hágár ötször is találkozott az angyallal, hite mégis olyan erőssé tette, hogy nem ijedt meg. Ez az összehasonlítás adja az alapját egy zsidó mondásnak, miszerint többet ér apáink körme hegye, mint fiaink egész gyomra.

A midrás kiemeli, hogy az angyal nem Manoah előtt jelent meg, hanem a felesége előtt. A rabbik szerint Manoah hanyag ember volt, aki még a Szentírást sem ismerte. Vele szemben felesége lelke tiszta volt, hite pedig erős. Mindennek ellenére Manoah nem bízott felesége szavában, amikor az elmesélte az angyallal való első találkozást. Manoah véleménye szerint a nők hajlamosak arra, hogy a valós történetből elvegyenek, vagy éppen hozzátegyenek valamit. Ezért arra kérte az angyalt, hogy újra jelenjen meg nekik, és magyarázza el pontosan, hogy mi fog történni, és nekik mi a feladatuk. Az angyal az asszony iránt tanúsított tisztelete miatt várta meg Manoah megérkezését, akinek türelmesen elmagyarázta újra a próféciát. Amikor az angyal távozott, a Biblia szerint Manoah és felesége „arccal a földre borult”. Az azonban nem derült ki, hogy a házaspár vajon csak az angyal tiszteletére, vagy esetleg az Úr színe előtt borult földre, vagy esetleg egyszerűen csak a meglepetés és a félelem váltotta ki ezeket a reakciókat.
Ugyanakkor egyes rabbinikus magyarázatok Manoah személyiségének nemességéről szólnak. Ezt támasztja alá, hogy Manoah áldozatot ajánlott fel az angyal tanácsára az Úrnak, pedig abban a korban a házi oltárokat a földi törvények tiltották, illetve csak magas rangú vezetőknek engedték meg. Másrészt a Biblia leírja, hogy Manoah megkérdezi az angyal nevét is, amelyet előtte csak Jákob mert megtenni. Ez természetesen magyarázható azzal is, hogy Manoah nem volt tudatában annak, hogy angyallal beszél.

#### Sámson szülei
A rabbik egyöntetű véleménye szerint Manoah és felesége minden tőlük telhetőt megtettek azért, hogy Sámson valóban nazarénus legyen, és beváltsa az Úr ígéretét, miszerint ő lesz az izraeliták felszabadítója. Manoah felesége szigorúan betartotta az angyal előírásait, mialatt terhes volt fiával, hogy az az Úr akarata szerint nazarénus lehessen. A midrás szerint az angyal két okból kifolyólag óvta az asszonyt a bor fogyasztásától. Egyrészt az alkohol valóban árt a magzatnak, és az anyát is erkölcstelen viselkedésre kárhoztathatja. Másrészt a Mindenható már akkor tudta, hogy Sámson egyik gyengéje éppen a bor lesz, ami őt több nővel is bűnre csábítja majd.

A Biblia leírja Sámson szüleinek küzdelmét, amikor fiuk úgy dönt, hogy az ellenség soraiból választ magának feleséget. A midrás szerint amikor Manoah és felesége útra keltek Timnát felé gyermekük esküvőjére, a filiszteus város határában olyan szőlőföldeket láttak, amelyeket kilajimmal ültettek tele. A kilajim azt jelenti, hogy különböző fajtájú szőlőket ültettek egy területre, amely a Szentírás szerint tilos volt. Manoah és felesége ezzel is megpróbálta meggyőzni Sámsont, hogy álljon el az esküvőtő.

## Manoah a művészetekben
Manoah és feleségének bibliai története nem tartozik a legismertebb ószövetségi történetek közé, éppen ezért néhány alkotástól eltekintve történetüket nem örökítette meg a nemzetközi művészet. Manoah történetének legkorábbi ábrázolása a Maciejowski Bibliában található. A gótikus képekben és miniatűrökben gazdag Biblia IX. Lajos, francia király uralkodása alatt készült el körülbelül 1420 körül. A Bibliában található miniatűr (a cikk legelső képe) azt a jelenetet ábrázolja, amikor Manoah és felesége a gödölyét feláldozzák az Úr oltárán. Az angyal pedig a felszálló lángokkal együtt távozott. Ugyanezt a témát dolgozza fel Govert Flinck, holland festő is Manoah áldozata című festményén, amelyet a budapesti Szépművészeti Múzeumban őriznek. A tölgyfatáblára készült kép az angyali jelenésre adott reakciókat próbálja megörökíteni. A sötét háttér előtt szinte világító angyal fehér alakja vonja magára a figyelmet. Manoah ijedten vagy ájtatosan térdre borul előtte, és összekulcsolja a kezét. Ezzel szemben feleségének arcán mindössze a meglepetést, az őszinte csodálkozást láthatjuk. Manoah alakjához kapcsolódóan a legkiemelkedőbb művet Rembrandt festette meg 1641-ben. A Manoah áldozata címet viselő mű újra az égőáldozat témáját dolgozza fel. A gazdag, nemesi ruházatban ábrázolt házaspár térden áll az angyal távozásakor. Az isteni lény mennyországi mivoltát Rembrandt azzal igyekszik érzékeltetni, hogy alakját áttetszőnek festette meg. Manoah és felesége is feltehetőleg az áhítat miatt becsukott szemmel várja meg az angyal távozását.
Manoah alakja a filmművészetben is megjelenik. A Sámson életét megörökítő filmekben először 1914-ben jelenik meg alakja a George Periolat által rendezett Sámson című amerikai filmben. Ezt követően Charles Evans Sámson és Delila c. filmjében jelenik meg 1949-ben, majd Victor Mature 1984-es Sámson és Delilájában valamint Paul Freeman 1996-ban bemutatott A Biblia – Sámson és Delila c. művében találkozhatunk Manoah alakjával.